# Turcologia

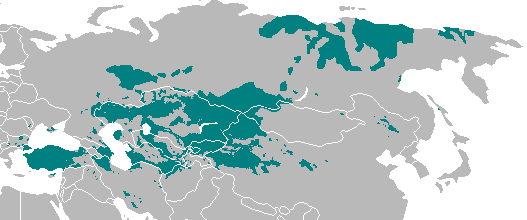
Diffusione delle lingue turche

La turcologia è la disciplina che si occupa di storia, archeologia, antropologia e linguistica delle popolazioni e dei Paesi che parlano lingue turche, come la Turchia e gli Stati del Turkestan.

## Storia
Le prime informazioni etnologiche sulle tribù turche furono sistematizzate per la prima volta nell'XI secolo dal filologo turcico Mahmud al-Kashgari nel Dīwān ul-Lughat it-Turk (Dizionario di lingua turca). 
Dizionari multilingue furono redatti alla fine del XIII secolo per le applicazioni pratiche nel commercio internazionale e nella vita politica: il Codex Cumanicus (Cumano-persiano-latino-tedesco), il Dizionario Armeno-Kipchak e il Dizionario Russo-Kipchak.
Dal Medioevo la turcologia fu incentrata intorno agli storici greco-bizantini, gli ambasciatori, i viaggiatori e i geografi.
Nel XV-XVII secolo il soggetto principale della turcologia fu lo studio dell'Impero ottomano, della lingua turca, e delle lingue turche dell'Europa orientale e dell'Asia occidentale.
Nel 1612 fu pubblicata una grammatica da Jerome Megizer, seguita nel 1680 dall'opera in 4 volumi Lexicon Turcico-Arabico-Persicum di F. Mesgnin-Meninski.

### La turcologia in Italia
Gli insegnamenti di turcologia sono impartiti principalmente presso l'Università degli Studi di Napoli "L'Orientale", dove nel 1892 viene affidato a Luigi Bonelli il primo insegnamento di lingua turca, e all'Università Ca' Foscari di Venezia.
La lingua e la Letteratura turca sono insegnate anche in altre università: Firenze, Lecce e fino a qualche anno fa anche a Roma. Tali corsi fanno parte del settore disciplinare "L-OR/13 - Armenistica, caucasologia, mongolistica e turcologia".
Nel dicembre 2013 presso l'Università L'Orientale di Napoli si è svolto il I Convegno di Turcologia italiana intitolato "La turcologia italiana: continuità e nuove prospettive di ricerca" ideato e organizzato da Lea Nocera a cui nel giugno 2016 è seguito il II Convegno di Turcologia svoltosi a Firenze e coordinato da Ayşe Saraçgil.
Possono esseri considerati fondatori della turcologia italiana moderna: Luigi Bonelli, Ettore Rossi, sulle cui tracce si mossero con sicura esperienza Alessio Bombaci, Aldo Gallotta e Asım Tanış. A Ettore Rossi si deve la prima grammatica di lingua turca: il Manuale di lingua turca, in 2 volumi (Roma, Istituto per l'Oriente, 1939 e succ. rist.); ad Alessio Bombaci un importante volume di storia della letteratura turca; e ad Asım Tanış il primo, e per ora unico, grande dizionario didattico italiano-turco/turco-italiano.
Grandi meriti per i loro studi vanno riconosciuti ad Aldo Gallotta, Ugo Marazzi e Giacomo E. Carretto, oltre a Michele Bernardini che, sebbene sia formalmente un iranista, ha garantito importanti contributi al settore.
 
Attualmente presso le università italiane nell'ambito disciplinare della turcologia sono incardinati i seguenti docenti: Giampiero Bellingeri, Ayşe Saraçgil, Matthias Kappler, Vera Costantini, Lea Nocera, Rosita D'Amora.